# Shunta Nagai
Pour les articles homonymes, voir Nagai (homonymie).
Shunta Nagai (永井 俊太, Nagai Shunta) est un footballeur japonais né le 12 juillet 1982 à Tokyo. Il évolue au poste de milieu de terrain.
Shunta Nagai est le fils de Yoshikazu Nagai, qui était international japonais.

## Biographie
Shunta Nagai commence sa carrière professionnelle au Kashiwa Reysol. Afin de gagner du temps de jeu, il est prêté en 2004 et 2005 au Mito Hollyhock, équipe évoluant en J-League 2 (D2). Il est de nouveau prêté en 2009 au club d'Ehime, équipe de J-League 2.
Shunta Nagai n'arrive pas à s'imposer au Kashiwa Reysol. Avec ce club il est tout de même vice-champion de J-League 2 en 2006, disputant par ailleurs 40 matchs en 1re division.
Shunta Nagai participe avec le Japon à la Coupe du monde des moins de 20 ans 2001 organisée en Argentine. Le Japon ne passe pas le premier tour de la compétition et Shunta Nagai reste sur le banc des remplaçants.